# Søren Hyldgaard
Søren Hyldgaard (6. august 1962 - 7. maj 2018) var en dansk filmkomponist, der også er kendt fra adskillige New Age-albums og sine koncerter.
Hyldgaard var en autodidakt musiker. Han producerede meditation new age strenemusik med det skandinaviske pladeselskab Fønix Musik. Han solgte mere end 125.000 eksemplarer og fik både sølv og platinplader for sit album Flying Dreams (1988).
Hyldgaard modtog en pris fra San Diego Film Commission in Southern California for sit lange arbejde med filmmusik. Han modtog også flere europæisk filmpris-nomineringer, inklusive Jussi Awards og Robertprisen for musikken til Den eneste ene (1999).
Hans film inkluderer den Oscarnominerede kortfilm Når livet går sin vej. Han fik sin Hollywooddebut med thrilleren Red fra 2008, med Brian Cox.

## Koncertmusik
- Concerto for Bass Trombone and Orchestra (2015), skrevet til soloisten Stefan Schulz, Berliner Philharmonikerne

## Filmografi
- Adam Hart i Sahara (1990)
- Enken (1990)
- The Chaplin Puzzle (1992)
- Den sidste færge (1993)
- Mørkets øy (1997)
- Når livet går sin vej (1997)
- Ørnens øje (1997)
- Poika ja ilves (1998)
- Nattens engel (1998)
- Den eneste ene (1999)
- The Other Side (1999)
- Pyrus på pletten (2000)
- Hjælp! Jeg er en fisk (2000)
- Edderkoppen (2000)
- Olsen-banden Junior (2001)
- Bertram & Co. (2002)
- Ulvepigen Tinke (2002)
- One Hell of a Christmas (2002)
- Till Eulenspiegel (2003)
- Dogville Confessions (2003)
- Midsommer (2003)
- American short (2004)
- Fakiren fra Bilbao (2004)
- Forsvar (2004)
- Nynne (2005)
- Red (2008)
- Ses (2008)
- Den fremmede (2009)
- Superbror (2009)
- Nuummioq (2009)
- Storm (2009)
- Min søsters børn vælter Nordjylland (2010)
- Noget i luften (2011)
- Live fra Jordens undergang (2012)
- Det grå guld (2013)

## Diskografi
- Flying Dreams (1988)
- Landmarks (1989)
- Sound Tracks (1990)
- Journey Toward The Sun - med Joel Andrews (1999)